# Пулс (ТВ серија)
Пулс (енгл. Pulse) америчка је телевизијска серија коју је створила Зои Робин за Netflix. Приказана је 3. априла 2024.

## Радња
Група специјалиста у хитној служби пролази кроз здравствене кризе и личне драме услед контроверзних оптужби у болници у Мајамију.

## Улоге
| Глумац            | Улога            |
| ----------------- | ---------------- |
| Вила Фицџералд    | Данијела Симс    |
| Колин Вудел       | Зандер Филипс    |
| Џеси Т. Ашер      | Сем Елајџа       |
| Џастина Мачадо    | Наталија Круз    |
| Џек Бенон         | Том Кол          |
| Данијела Нијевес  | Камила Перез     |
| Челси Мирхед      | Софи Чен         |
| Џеси Јејтс        | Харпер Симс      |
| Нестор Карбонел   | Рубен Соријано   |
| Џесика Рот        | Кас Химелстајн   |
| Артуро дел Пуерто | Луис             |
| Еш Сантос         | Нија Вошингтон   |
| Сантијаго Сегура  | Гејбријел Морено |